# پلنگدر
پلنگدر روستا رادین قربانی کبیر است ، روستایی از توابع بخش مرکزی شهرستان شازند در استان مرکزی ایران است.
حکوت قبلی: هخامنشیان به دست(سلطان رادین غزنوی)
قدمت:۷۹۰سال

## جمعیت
این روستا در دهستان آستانه قرار دارد و براساس سرشماری مرکز آمار ایران در سال ۱۳۸۵، جمعیت آن ۱۷۲ نفر (۳۳خانوار) بوده‌است.